# Heuberg (Naturschutzgebiet)
Heuberg ist ein mit Verordnung des Regierungspräsidiums Tübingen vom 16. Februar 1998 ausgewiesenes Naturschutzgebiet mit der Nummer 4.287.

## Lage
Das Naturschutzgebiet befindet sich im Naturraum Südwestliches Albvorland und liegt etwa zwei Kilometer südwestlich der Stadt Balingen im Bereich des Kleinen Heubergs. Das Gebiet ist sowohl Teil des FFH-Gebiets Nr. 7718-341 Kleiner Heuberg und Albvorland bei Balingen als auch des Vogelschutzgebiets Nr. 7718-441 Wiesenlandschaft bei Balingen. Der westliche Weiher ist unter dem Namen Aufg. Steinbruch (westl. Bruch) im Gewann Lange Hecke ca. 900 m N von Endingen und der Nummer 6412/5063 beim LGRB als Geotop registriert. Die gesamte Steinbruchsohle steht unter Wasser. Ein Profil mit etwa 4 m Mächtigkeit befindet sich an der Ostwand zum Fahrweg.

## Schutzzweck
Laut Verordnung ist der wesentliche Schutzzweck die Erhaltung, Verbesserung und Pflege eines vielfältig strukturierten Gebiets als Lebensraum für vom Aussterben bedrohte, gefährdete und geschützte Tier‑ und Pflanzenarten, sowie als kulturhistorisch bedeutendes Landschaftselement.
Von besonderer ökologischer Bedeutung sind hierbei:
- die Wasserflächen mit der daran gebundenen Vegetation
- die Röhrichtbestände
- die Ufergehölze
- die Schieferwände
- die Hochstaudenfluren feuchter und trockener Ausprägung
- die extensiv genutzten Mähwiesen
- die Wiesenbrachen
- die Gebüsche, Feldgehölze, Baumgruppen und Einzelbäume
- die naturnahen Waldpartien
- die Streuobstbestände.

Aufgrund der außergewöhnlichen Vielfalt an kleinflächig verzahnten und miteinander vernetzten Biotopstrukturen stellt das Gebiet in seiner Gesamtheit einen bedeutenden Lebensraum für an Stillgewässer, extensiv genutztes Offenland, Brachestadien und naturnahe Waldbestände gebundene Tier‑ und Pflanzenarten dar. Es weist insbesondere seltene Amphibien-, Vogel-, Wildbienen- und Libellenarten auf.

## Flora und Fauna
Im Schutzgebiet gedeihen Natternzunge und Färber-Scharte. Die beiden Weiher bieten Lebensraum für Kammmolche und Gelbbauchunken. Im Gebiet brütet die gefährdete Wasserralle und unter den Libellenarten ist die Glänzende Binsenjungfer hervorzuheben. In den Schieferwänden am Teichufer lebt die gefährdete Braunschuppige Sandbiene.